# Ty Pennington

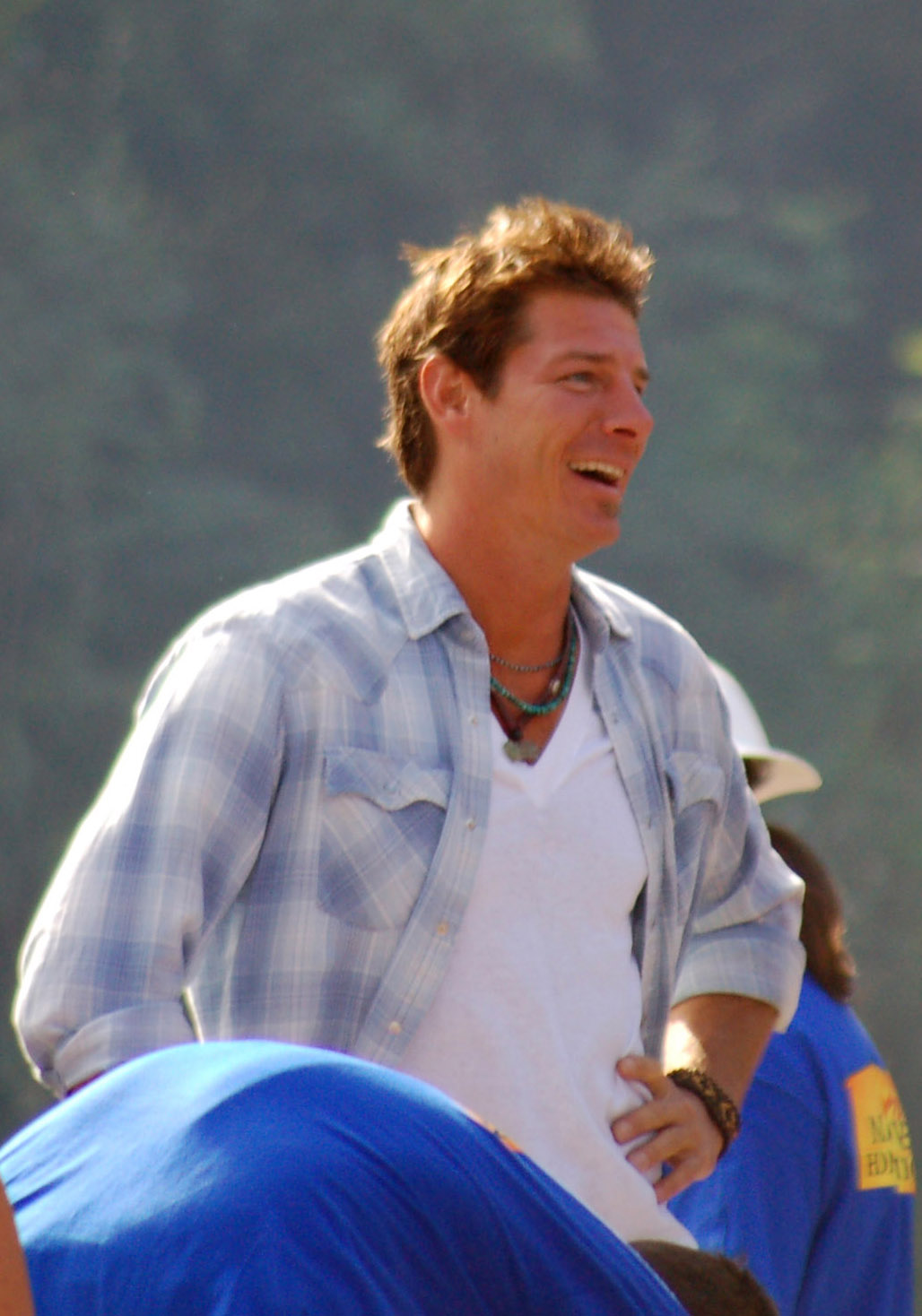
Ty Pennington

Ty Pennington, egentligen Gary Tygert Burton Pennington, född 19 oktober 1964 i Atlanta, Georgia, är en amerikansk snickare, skådespelare och modell. Ty är troligen mest känd från TV-programmet Extreme Home Makeover som visas på TV3 i Sverige. Han gillar att spela fotboll och har diagnosen ADHD.

## Filmografi
- 2007 – Wild Hogs      -    Han Själv
- 2004-2008 - Extreme Home Makeover (TV-serie)     -     Han Själv
- 2003 – The Adventure of Ociee Nash   -   Wilbur Wright

Ty har även dykt upp i serier som Oprah Winfrey Show och Jay Leno Show.